# Podłukno
Podłukno – dawny zaścianek na Litwie, w okręgu wileńskim, w rejonie święciańskim, w gminie Nowe Święciany.

## Historia
W czasach zaborów zaścianek w gminie Łyngmiany, w powiecie święciańskim, w guberni wileńskiej Imperium Rosyjskiego. W 1905 roku liczył 5 mieszkańców, 8 dziesięcin.
W dwudziestoleciu międzywojennym zaścianek leżał w Polsce, w województwie wileńskim, w powiecie święciańskim, w gminie Kołtyniany.
W 1931 w 1 domu zamieszkiwały 2 osoby.
Miejscowość należała do parafii rzymskokatolickiej w Kołtynianach. Podlegała pod Sąd Grodzki w Święcianach i Okręgowy w Wilnie; właściwy urząd pocztowy mieścił się w Kołtynianach.
Od 1945 roku w Litewskiej Socjalistycznej Republice Radzieckiej.
Od 1990 na niepodległej Litwie.